# Britta Lena Andersson

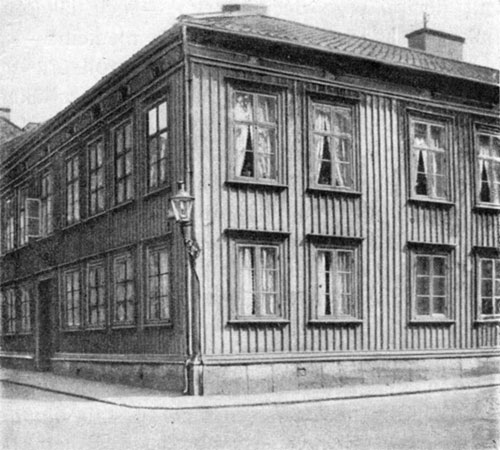
Huset i hörnet Haga Östergata 17, Skolgatan, där mottagningen fanns.

Britta Lena Andersson, även stavat Brita-Lena, känd som Kungsbackagumman eller doktorinnan född 26 mars 1824 i Fjärås socken, Hallands län, död 23 oktober 1904 i Hanhals församling, Hallands län,  var en så kallad klok gumma. 
Hon var bosatt Hanhals socken i Kungsbacka och var mycket välkänd under sin samtid och det finns obekräftade berättelser om att hon även vid ett tillfälle anlitades av svenska kungen Karl XV, för att bota hans lusfeber, något hon påstås ha lyckats med. Hon var föremål för stor mytbildning redan i sin samtid och det finns många legender om henne.

## Biografi
Britta Lena Andersson levde på en gård i Hammerö i Kungsbacka. Hon började tidigt hjälpa till vid olika olycksfall och började med naturläkekonst redan som 16-åring, som hon i sin tur lärt sig av en annan klok gumma i Hanhalstrakten. Då hennes förmåga blev känd anlitades hon av människor allt längre bortifrån och hennes korrespondens lär ha uppgått till ett hundratal brev per vecka. Förutom mottagning på sin gård, reste hon under senare delen av livet, ett par gånger i månaden in till Haga i Göteborg, där hon hade mottagning på Haga Östergata 17 i en fastighet som hon ägde. Under vår sommar och höst anlitade hon folk, mest kvinnor och barn, att plocka örter och rötter, som hon sedan tillredde naturläkemedel av.
Hon var särskilt känd för sin begåvning att spjälka brutna ben och få dem att läka rätt. Utöver detta var hon ansedd som skicklig på att bota engelska sjukan på barn och tillaga salvor för eksem, sår och liknande. Hon blev så småningom känd även utanför Sverige.
Även om hennes arvode var billigt - taxan låg ofta på 50 öre per besök, så blev hon efter en 6o år lång praktik ganska förmögen, bland annat som ägare till två lantegendomar.
Kungsbackagumman var populär bland många, dock inte av läkevetenskapen. En av hennes främst kritiker var överläkaren och kirurgen Alrik Lindh på Sahlgrenska sjukhuset i Göteborg. Tillsammans med andra praktiserande läkare i Göteborg satte de igång en kampanj mot henne i pressen. Detta förminskade dock inte hennes popularitet utan verkar istället ha fungerat som reklam. Enligt en obekräftad historia ska det ha slutat med att Britta Lena Andersson botade Alrik Lindhs från hans smärta i benet, och därmed ska Lind istället ha blivit hennes förespråkare. Om detta är sant är oklart.
C. R. A. Fredberg besökte mottagningen och kunde bland annat rapportera:
| ”                                   | Den “kloka gumman" gjorde ett sympatiskt och redbart intryck, när hon med sina intelligenta ögon granskade varje patient. Undersökningen företogs i allas närvaro, och diagnosen ställdes ögonblickligen för vart och ett fall. Ordinationerna voro tämligen likartade: “baka med gröt!" eller “smörja på av detta medikamentet!" Den läkande oljan eller salvan, vars beståndsdelar naturligtvis voro hennes hemlighet, bestod i allmänhet av två slag: en vit och en brun, tydligen tillredda av örter. Av medicinen fingo de hjälpsökande köpa ett visst kvantum på buteljer, men för själva konsultationen var hon eljest mycket måttlig i sina anspråk. Och dock hade hon under sin 60-åriga praktik förtjänat en förmögenhet, vilken till stor del nedlades i ett par lantegendomar. | „ |
| – Det gamla Göteborg, Del 1, s. 660 | |   |

Kungsbackagumman avled i oktober 1904. Hennes sonhustru, Anna Hamrén, född Nyman från Fässberg i Mölndal, och gift med godsägare Birger Hamrén, fortsatte praktiken i Haga fram till sin egen död på 1930-talet.

## Eftermäle
En gata i Västra Hammerö i Kungsbacka har uppkallats efter henne. Området Britta-Lena i Kungsbacka är också uppkallat efter henne.
En staty av henne står utanför Kungsbacka kommuns stadshus.